# Гровер (Колорадо)
Гровер (англ. Grover) — місто (англ. town) в США, в окрузі Велд штату Колорадо. Населення — 157 осіб (2020).

## Географія
Гровер розташований за координатами 40°52′9″ пн. ш. 104°13′33″ зх. д. / 40.86917° пн. ш. 104.22583° зх. д. (40.869108, -104.225939).  За даними Бюро перепису населення США в 2010 році місто мало площу 1,54 км², уся площа — суходіл.

## Демографія
Згідно з переписом 2010 року, у місті мешкало 137 осіб у 62 домогосподарствах у складі 31 родини. Густота населення становила 89 осіб/км².  Було 90 помешкань (58/км²).
Расовий склад населення:
| - 95,6 % — білих - 2,2 % — чорних або афроамериканців |

До двох чи більше рас належало 2,2 %. Частка іспаномовних становила 7,3 % від усіх жителів.
За віковим діапазоном населення розподілялося таким чином: 25,5 % — особи молодші 18 років, 58,4 % — особи у віці 18—64 років, 16,1 % — особи у віці 65 років та старші. Медіана віку мешканця становила 43,5 року. На 100 осіб жіночої статі у місті припадало 104,5 чоловіків;  на 100 жінок у віці від 18 років та старших — 100,0 чоловіків також старших 18 років.
За межею бідності перебувало 43,4 % осіб, у тому числі 100,0 % дітей у віці до 18 років та 8,3 % осіб у віці 65 років та старших.
Цивільне працевлаштоване населення становило 27 осіб. Основні галузі зайнятості: транспорт — 33,3 %, виробництво — 22,2 %, сільське господарство, лісництво, риболовля — 18,5 %.